# 天覧兜割り
天覧兜割り（てんらんかぶとわり）とは、明治時代に催された兜の試し斬り天覧試合。

## 概要
明治19年（1886年）11月10日、東京府麹町区紀尾井町の伏見宮貞愛親王邸に明治天皇の行幸があり、弓術、鉢試し、席画、能楽、狂言が催された。鉢試しは刀、槍、弓があり、刀は榊原鍵吉（直心影流）、逸見宗助（立身流）、上田馬之助（鏡新明智流）、槍は児玉惟時、甲川謙、小笠原武英、弓は関口源太が出場した。このうち刀での鉢試しが「天覧兜割り」とよばれている。
榊原は明治維新期に撃剣興行を催したことで知られ、逸見と上田は最初の警視庁撃剣世話掛に採用された人物であり、いずれも当時一流の剣術家であった。逸見と上田は兜割りに失敗したが、榊原は同田貫を用いて明珍作の十二間筋の兜を切り口3寸5分、深さ5分斬り込み、伏見宮から金10円が下賜された。
一か月前に榊原は「刀にて兜を切ること能わず」と出場を辞退したが認められず、さまざまな刀で試したが失敗し、当日悲壮な覚悟で家を出ようとしたところ刀剣商から同田貫を手渡されたという話がある。異説もあり、玉林晴朗「剣客榊原鍵吉」（雑誌『傳記』連載）には、榊原は以前に同田貫を用いて将軍・徳川家茂の御前で兜割りに成功したことがあり、相当自信を持っていたが、手元に同田貫がなく、当日刀剣商から手渡されたとある。
天覧兜割りは、榊原の剣豪としての名声を高めた。また、同田貫の強度を物語る逸話として知られる。

## 小説
- 津本陽『明治兜割り』、講談社